# Tornei WTA 1000
I tornei WTA 1000 di tennis sono una nuova categoria istituita all'interno della Women's Tennis Association dal 2021. Questa categoria di tornei attribuisce il maggior numero di punti per la classifica mondiale e i montepremi più ricchi dopo i tornei del Grande Slam (Australian Open, Roland Garros, Wimbledon e U.S. Open, controllati dall'ITF) e le WTA Finals. Ha rimpiazzato le precedenti WTA Premier Mandatory e WTA Premier 5, mentre la vecchia WTA Premier è stata sostituita dai Tornei WTA 500 e la vecchia categoria International è stata rimpiazzata dai Tornei WTA 250. Le vincitrici di questi tornei avranno 1000 punti WTA.

## Eventi

### Attuali
| Torneo                     | Nazione(i)          | Città                | Impianto                                  | Capienza Campo Centrale | Prima Edizione | Prima Edizione Come WTA 1000 | Superficie  | N° Giocatrici | Detentrice singolare | Detentrici doppio                  | Prize Money (ultima edizione) |
| -------------------------- | ------------------- | -------------------- | ----------------------------------------- | ----------------------- | -------------- | ---------------------------- | ----------- | ------------- | -------------------- | ---------------------------------- | ----------------------------- |
| Qatar Ladies Open          | Qatar               | Doha                 | Aviation Club Tennis Centre               | 5,000                   | 2001           | 2022                         | Cemento     | 56            | Amanda Anisimova     | Sara Errani Jasmine Paolini        | $3,654,963 (2025)             |
| Dubai Tennis Championships | Emirati Arabi Uniti | Dubai                | Complesso Khalifa                         | 6,911                   | 2001           | 2021                         | Cemento     | 56            | Mirra Andreeva       | Kateřina Siniaková Taylor Townsend | $3,654,963 (2025)             |
| Indian Wells Open          | Stati Uniti         | Indian Wells         | Indian Wells Tennis Garden                | 16,100                  | 1989           | 2021                         | Cemento     | 96            | Mirra Andreeva       | Asia Muhammad Demi Schuurs         | $9,489,532 (2025)             |
| Miami Open                 | Stati Uniti         | Miami                | Hard Rock Stadium                         | 13,800                  | 1985           | 2021                         | Cemento     | 96            | Aryna Sabalenka      | Mirra Andreeva Diana Šnajder       | $8,963,700 (2025)             |
| Madrid Open                | Spagna              | Madrid               | Caja Mágica                               | 12,500                  | 2009           | 2021                         | Terra rossa | 96            | Aryna Sabalenka      | Sorana Cîrstea Anna Kalinskaja     | $8,963,700 (2025)             |
| Internazionali d'Italia    | Italia              | Roma                 | Foro Italico                              | 10,400                  | 1930           | 2021                         | Terra rossa | 96            | Jasmine Paolini      | Sara Errani Jasmine Paolini        | $6,911,032 (2025)             |
| Canadian Open              | Canada              | Toronto o Montreal ‡ | Stade IGA / Sobeys Stadium                | 11,700 / 12,500         | 1892           | 2021                         | Cemento     | 96            | Jessica Pegula       | Caroline Dolehide Desirae Krawczyk | $3,211,715 (2024)             |
| Cincinnati Open            | Stati Uniti         | Mason                | Lindner Family Tennis Center              | 11,600                  | 1899           | 2021                         | Cemento     | 56            | Aryna Sabalenka      | Asia Muhammad Erin Routliffe       | $3,211,715 (2024)             |
| Wuhan Open                 | Cina                | Wuhan                | Optics Valley International Tennis Center | 15,000                  | 2014           | 2024                         | Cemento     | 56            | Aryna Sabalenka      | Anna Danilina Irina Chromačëva     | $3,221,715 (2024)             |
| China Open                 | Cina                | Pechino              | Olympic Green Tennis Centre               | 17,400                  | 1994           | 2023                         | Cemento     | 96            | Coco Gauff           | Sara Errani Jasmine Paolini        | $8,955,610 (2024)             |

‡ — La WTA alterna annualmente le due città canadesi

### Passati
| Torneo           | Nazione(i) | Città       | Impianto                  | Capienza Campo Centrale | Prima Edizione | Prima Edizione Come WTA 1000 | Superficie | N° Giocatrici | Detentrice singolare | Detentrici doppio          | Prize Money (ultima edizione) |
| ---------------- | ---------- | ----------- | ------------------------- | ----------------------- | -------------- | ---------------------------- | ---------- | ------------- | -------------------- | -------------------------- | ----------------------------- |
| Guadalajara Open | Messico    | Guadalajara | Panamerican Tennis Center | 6,639                   | 2022           | 2022                         | Cemento    | 56            | Maria Sakkarī        | Storm Hunter Elise Mertens | $2,788,468 (2023)             |

## Risultati

### 2021
| Torneo       | Vincitrice       | Finalista          | Punteggio           | Vincitrici                            | Finaliste                               | Punteggio   |
| ------------ | ---------------- | ------------------ | ------------------- | ------------------------------------- | --------------------------------------- | ----------- |
| Dubai        | Garbiñe Muguruza | Barbora Krejčíková | 7–6(6), 6-3         | Alexa Guarachi Darija Jurak           | Xu Yifan Yang Zhaoxuan                  | 6–0, 6–3    |
| Indian Wells | Paula Badosa     | Viktoryja Azaranka | 7–6(5), 2-6, 7–6(2) | Hsieh Su-wei Elise Mertens            | Veronika Kudermetova Elena Rybakina     | 7–6(1), 6–3 |
| Miami        | Ashleigh Barty   | Bianca Andreescu   | 6-3, 4-0 rit.       | Shūko Aoyama Ena Shibahara            | Hayley Carter Luisa Stefani             | 6–2, 7–5    |
| Madrid       | Aryna Sabalenka  | Ashleigh Barty     | 6-0, 3-6, 6-4       | Barbora Krejčíková Kateřina Siniaková | Gabriela Dabrowski Demi Schuurs         | 6–4, 6–3    |
| Roma         | Iga Świątek      | Karolína Plíšková  | 6-0, 6-0            | Sharon Fichman Giuliana Olmos         | Kristina Mladenovic Markéta Vondroušová | 6–3, 6–2    |
| Montréal     | Camila Giorgi    | Karolína Plíšková  | 6-3, 7-5            | Gabriela Dabrowski Luisa Stefani      | Andreja Klepač Darija Jurak             | 6–3, 6–4    |
| Cincinnati   | Ashleigh Barty   | Jil Teichmann      | 6-3, 6-1            | Samantha Stosur Zhang Shuai           | Gabriela Dabrowski Luisa Stefani        | 7-5, 6-3    |
| Wuhan        | cancellato       | cancellato         | cancellato          | cancellato                            | cancellato                              | cancellato  |
| Pechino      | cancellato       | cancellato         | cancellato          | cancellato                            | cancellato                              | cancellato  |

### 2022
| Torneo       | Vincitrice      | Finalista           | Punteggio     | Vincitrici                                    | Finaliste                            | Punteggio              |
| ------------ | --------------- | ------------------- | ------------- | --------------------------------------------- | ------------------------------------ | ---------------------- |
| Doha         | Iga Świątek     | Anett Kontaveit     | 6-2, 6-0      | Cori Gauff Jessica Pegula                     | Veronika Kudermetova Elise Mertens   | 3–6, 7–5, [10–5]       |
| Indian Wells | Iga Świątek     | Maria Sakkarī       | 6-4, 6-1      | Yang Zhaoxuan Xu Yifan                        | Asia Muhammad Ena Shibahara          | 7–5, 7–6(4)            |
| Miami        | Iga Świątek     | Naomi Osaka         | 6-4, 6-0      | Laura Siegemund Vera Zvonarëva                | Veronika Kudermetova Elise Mertens   | 7–6(3), 7-5            |
| Madrid       | Ons Jabeur      | Jessica Pegula      | 7-5, 0-6, 6-2 | Gabriela Dabrowski Giuliana Olmos             | Desirae Krawczyk Demi Schuurs        | 7-6(1), 5-7, [10-7]    |
| Roma         | Iga Świątek     | Ons Jabeur          | 6-2, 6-2      | Veronika Kudermetova Anastasija Pavljučenkova | Gabriela Dabrowski Giuliana Olmos    | 1-6, 6-4, [10-7]       |
| Toronto      | Simona Halep    | Beatriz Haddad Maia | 6-3, 2-6, 6-3 | Cori Gauff Jessica Pegula                     | Nicole Melichar-Martinez Ellen Perez | 6-4, 6(5)–7, [10-5]    |
| Cincinnati   | Caroline Garcia | Petra Kvitova       | 6-2, 6-4      | Ljudmyla Kičenok Jelena Ostapenko             | Nicole Melichar-Martinez Ellen Perez | 7–6(5), 6-3            |
| Wuhan        | cancellato      | cancellato          | cancellato    | cancellato                                    | cancellato                           | cancellato             |
| Pechino      | cancellato      | cancellato          | cancellato    | cancellato                                    | cancellato                           | cancellato             |
| Guadalajara  | Jessica Pegula  | Maria Sakkarī       | 6-2, 6-3      | Storm Sanders Luisa Stefani                   | Anna Danilina Beatriz Haddad Maia    | 7–6(4), 6(2)–7, [10-8] |

### 2023
| Torneo       | Vincitrice         | Finalista          | Punteggio     | Vincitrici                              | Finaliste                            | Punteggio           |
| ------------ | ------------------ | ------------------ | ------------- | --------------------------------------- | ------------------------------------ | ------------------- |
| Dubai        | Barbora Krejčíková | Iga Świątek        | 6-4, 6-2      | Veronika Kudermetova Ljudmila Samsonova | Chan Hao-ching Latisha Chan          | 6-4, 6(4)–7, [10-1] |
| Indian Wells | Elena Rybakina     | Aryna Sabalenka    | 7–6(11), 6-4  | Barbora Krejčíková Kateřina Siniaková   | Beatriz Haddad Maia Laura Siegemund  | 6-1, 6(3)–7, [10-7] |
| Miami        | Petra Kvitová      | Elena Rybakina     | 7–6(14), 6-2  | Coco Gauff Jessica Pegula               | Leylah Fernandez Taylor Townsend     | 7–6(6), 6-2         |
| Madrid       | Aryna Sabalenka    | Iga Świątek        | 6-3, 3-6, 6-3 | Viktoryja Azaranka Beatriz Haddad Maia  | Coco Gauff Jessica Pegula            | 6-1, 6-4            |
| Roma         | Elena Rybakina     | Anhelina Kalinina  | 6-4, 1-0 rit. | Storm Hunter Elise Mertens              | Coco Gauff Jessica Pegula            | 6-4, 6-4            |
| Montréal     | Jessica Pegula     | Ljudmila Samsonova | 6-1, 6-0      | Shūko Aoyama Ena Shibahara              | Desirae Krawczyk Demi Schuurs        | 6-4, 4-6, [13-11]   |
| Cincinnati   | Coco Gauff         | Karolína Muchová   | 6-3, 6-4      | Alycia Parks Taylor Townsend            | Nicole Melichar-Martinez Ellen Perez | 6(1)-7, 6-4, [10-6] |
| Guadalajara  | Maria Sakkarī      | Caroline Dolehide  | 7-5, 6-3      | Storm Hunter Elise Mertens              | Gabriela Dabrowski Erin Routliffe    | 3-6, 6-2, [10-4]    |
| Pechino      | Iga Świątek        | Ljudmila Samsonova | 6-2, 6-2      | Marie Bouzková Sara Sorribes Tormo      | Chan Hao-ching Giuliana Olmos        | 3-6, 6-0, [10-4]    |

### 2024
| Torneo       | Vincitrice       | Finalista        | Punteggio        | Vincitrici                         | Finaliste                            | Punteggio           |
| ------------ | ---------------- | ---------------- | ---------------- | ---------------------------------- | ------------------------------------ | ------------------- |
| Doha         | Iga Świątek      | Elena Rybakina   | 7-6(8), 6-2      | Demi Schuurs Luisa Stefani         | Caroline Dolehide Desirae Krawczyk   | 6-4, 6-2            |
| Dubai        | Jasmine Paolini  | Anna Kalinskaja  | 4-6, 7-5, 7-5    | Storm Hunter Kateřina Siniaková    | Nicole Melichar-Martinez Ellen Perez | 6-4, 6-2            |
| Indian Wells | Iga Świątek      | Maria Sakkarī    | 6-4, 6-0         | Hsieh Su-wei Elise Mertens         | Storm Hunter Kateřina Siniaková      | 6-3, 6-4            |
| Miami        | Danielle Collins | Elena Rybakina   | 7-5, 6-3         | Sofia Kenin Bethanie Mattek-Sands  | Gabriela Dabrowski Erin Routliffe    | 4-6, 7-6(5), [11-9] |
| Madrid       | Iga Świątek      | Aryna Sabalenka  | 7-5, 4-6, 7-6(8) | Cristina Bucșa Sara Sorribes Tormo | Barbora Krejčíková Laura Siegemund   | 6-0, 6-2            |
| Roma         | Iga Świątek      | Aryna Sabalenka  | 6-2, 6-3         | Sara Errani Jasmine Paolini        | Coco Gauff Erin Routliffe            | 6-3, 4-6, [10-8]    |
| Toronto      | Jessica Pegula   | Amanda Anisimova | 6-3, 2-6, 6-1    | Caroline Dolehide Desirae Krawczyk | Gabriela Dabrowski Erin Routliffe    | 7-6(2), 3-6, [10-7] |
| Cincinnati   | Aryna Sabalenka  | Jessica Pegula   | 6-3, 7-5         | Asia Muhammad Erin Routliffe       | Leylah Fernandez Julija Putinceva    | 3-6, 6-1, [10-4]    |
| Pechino      | Coco Gauff       | Karolína Muchová | 6-1, 6-3         | Sara Errani Jasmine Paolini        | Chan Hao-ching Veronika Kudermetova  | 6-4, 6-4            |
| Wuhan        | Aryna Sabalenka  | Zheng Qinwen     | 6-3, 5-7, 6-3    | Anna Danilina Irina Chromačëva     | Asia Muhammad Jessica Pegula         | 6-3, 7-66           |

## Vittorie
In grassetto le giocatrici ancora in attività.

### Singolare
17 tenniste diverse hanno vinto un titolo WTA 1000, ultimo aggiornamento 13 ottobre 2024, (Wuhan). 
In grassetto le giocatrici ancora in attività.
|    | Titoli             | #  |
| -- | ------------------ | -- |
| 1. | Iga Świątek        | 10 |
| 2. | Aryna Sabalenka    | 4  |
| 3. | Jessica Pegula     | 3  |
| 4. | Ashleigh Barty     | 2  |
| 4. | Elena Rybakina     | 2  |
| 4. | Coco Gauff         | 2  |
| 4. | Jasmine Paolini    | 2  |
| 7. | Garbiñe Muguruza   | 1  |
| 7. | Camila Giorgi      | 1  |
| 7. | Paula Badosa       | 1  |
| 7. | Ons Jabeur         | 1  |
| 7. | Simona Halep       | 1  |
| 7. | Caroline Garcia    | 1  |
| 7. | Barbora Krejčíková | 1  |
| 7. | Petra Kvitová      | 1  |
| 7. | Maria Sakkarī      | 1  |
| 7. | Danielle Collins   | 1  |

### Doppio
44 tenniste diverse hanno vinto almeno un titolo di doppio WTA 1000, ultimo aggiornamento 13 ottobre 2024, (Wuhan). 
In grassetto le giocatrici ancora in attività.
|    | Titoli               | # |
| -- | -------------------- | - |
| 1. | Storm Hunter         | 4 |
| 1. | Elise Mertens        | 4 |
| 3. | Cori Gauff           | 3 |
| 3. | Jessica Pegula       | 3 |
| 3. | Luisa Stefani        | 3 |
| 3. | Kateřina Siniaková   | 3 |
| 7. | Gabriela Dabrowski   | 2 |
| 7. | Giuliana Olmos       | 2 |
| 7. | Veronika Kudermetova | 2 |
| 7. | Barbora Krejčíková   | 2 |
| 7. | Shūko Aoyama         | 2 |
| 7. | Ena Shibahara        | 2 |
| 7. | Hsieh Su-wei         | 2 |
| 7. | Sara Sorribes Tormo  | 2 |
| 7. | Sara Errani          | 2 |
| 7. | Jasmine Paolini      | 2 |

## Vincitrici dei vari tornei

### Singolare
Aggiornato al 13 ottobre 2024, (Wuhan).
| Stagione | Dubai            | Doha           | Indian Wells   | Miami          | Madrid          | Roma            | Canada       | Cincinnati      | Pechino        | Wuhan           | Guadalajara   |
| -------- | ---------------- | -------------- | -------------- | -------------- | --------------- | --------------- | ------------ | --------------- | -------------- | --------------- | ------------- |
| 2021     | Muguruza (1/1)   | WTA 500        | Badosa (1/1)   | Barty (1/2)    | Sabalenka (1/4) | Świątek (1/10)  | Giorgi (1/1) | Barty (2/2)     | N.D.           | N.D.            | N.D.          |
| 2022     | WTA 500          | Świątek (2/10) | Świątek (3/10) | Świątek (4/10) | Jabeur (1/1)    | Świątek (5/10)  | Halep (1/1)  | Garcia (1/1)    | N.D.           | N.D.            | Pegula (1/3)  |
| 2023     | Krejčíková (1/1) | WTA 500        | Rybakina (1/2) | Kvitová (1/1)  | Sabalenka (2/4) | Rybakina (2/2)  | Pegula (2/3) | Gauff (1/2)     | Świątek (6/10) | N.D.            | Sakkarī (1/1) |
| 2024     | Paolini (1/1)    | Świątek (7/10) | Świątek (8/10) | Collins (1/1)  | Świątek (9/10)  | Świątek (10/10) | Pegula (3/3) | Sabalenka (3/4) | Gauff (2/3)    | Sabalenka (4/4) | WTA 500       |

### Doppio
Aggiornato al 13 ottobre 2024, (Wuhan). 
| Stagione | Dubai                             | Doha                        | Indian Wells                     | Miami                           | Madrid                           | Roma                                  | Canada                        | Cincinnati                       | Pechino                             | Wuhan                           | Guadalajara                 |
| -------- | --------------------------------- | --------------------------- | -------------------------------- | ------------------------------- | -------------------------------- | ------------------------------------- | ----------------------------- | -------------------------------- | ----------------------------------- | ------------------------------- | --------------------------- |
| 2021     | Guarachi (1/1) Jurak (1/1)        | WTA 500                     | Hsieh (1/2) Mertens (1/4)        | Aoyama (1/2) Shibahara (1/2)    | Krejčíková (1/2) Siniaková (1/3) | Fichman (1/1) Olmos (1/2)             | Dabrowski (1/2) Stefani (1/3) | Stosur (1/1) Zhang (1/1)         | N.D.                                | N.D.                            | N.D.                        |
| 2022     | WTA 500                           | Gauff (1/3) Pegula (1/3)    | Yang (1/1) Xu (1/1)              | Siegemund (1/1) Zvonarëva (1/1) | Dabrowski (2/2) Olmos (2/2)      | Kudermetova (1/2) Pavljučenkova (1/1) | Gauff (2/3) Pegula (2/3)      | L. Kičenok (1/1) Ostapenko (1/1) | N.D.                                | N.D.                            | Sanders (1/4) Stefani (2/3) |
| 2023     | Kudermetova (2/2) Samsonova (1/1) | WTA 500                     | Krejčíková (2/2) Siniaková (2/3) | Gauff (3/3) Pegula (3/3)        | Azaranka (1/1) Haddad Maia (1/1) | Hunter (2/4) Mertens (2/4)            | Aoyama (2/2) Shibahara (2/2)  | Parks (1/1) Townsend (1/1)       | Bouzková (1/1) Sorribes Tormo (1/2) | N.D.                            | Hunter (3/4) Mertens (3/4)  |
| 2024     | Hunter (4/4) Siniaková (3/3)      | Schuurs (1/1) Stefani (3/3) | Hsieh (2/2) Mertens (4/4)        | Kenin (1/1) Mattek-Sands (1/1)  | Bucșa (1/1) Sorribes Tormo (2/2) | Errani (1/2) Paolini (1/2)            | Dolehide (1/1) Krawczyk (1/1) | Muhammad (1/1) Routliffe (1/1)   | Errani (2/2) Paolini (2/2)          | Danilina (1/1) Chromačëva (1/1) | WTA 500                     |